# Calico Rock
Calico Rock – miasto w Stanach Zjednoczonych, w stanie Arkansas, w hrabstwie Izard.